# Брукпорт (Илиноис)
Брукпорт (енгл. Brookport) град је у америчкој савезној држави Илиноис. По попису становништва из 2010. у њему је живело 984 становника.

## Демографија
Према попису становништва из 2010. у граду је живело 984 становника, што је 70 (6,6%) становника мање него 2000. године.
| Група             | 2000.       | 2010.       |
| Белци             | 939 (89,1%) | 854 (86,8%) |
| Афроамериканци    | 75 (7,1%)   | 82 (8,3%)   |
| Азијати           | 3 (0,3%)    | 0 (0,0%)    |
| Хиспаноамериканци | 20 (1,9%)   | 29 (2,9%)   |
| Укупно            | 1.054       | 984         |